# ゴルカ宮殿
ゴルカ宮殿（英：Gorkha_Palace）は、ネパールのゴルカ地区にある16世紀にラム・シャーによって建てられた歴史的建造物である。
宮殿は標高約1,000メートルの丘の上に建てられている。この宮殿はゴルカの繁華街から徒歩1時間のところにある。この宮殿は、1723年に生まれてネパールの統一を始めたプリトヴィ・ナラヤン・シャー王の生誕地である。

## 宮殿
宮殿は丘の上にあり、完全に要塞化されている。ネワリ族の建築様式の一例である。宮殿の壁の厚さは約3フィートである。床は木製の梁で支えられている。

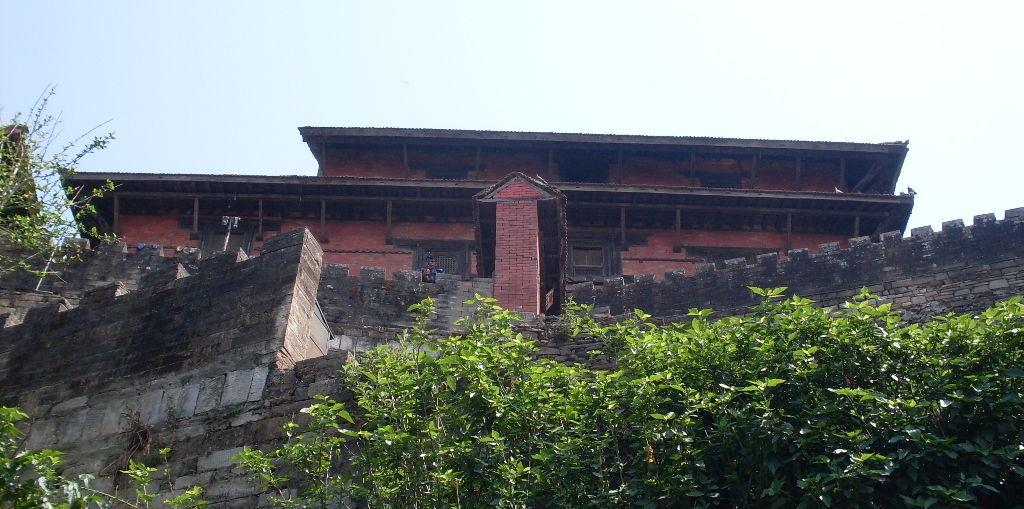
宮殿

### 宮殿内部と周辺の寺院
ゴルカ宮殿は、宮殿内に様々なヒンドゥー寺院が設置されていることから、宗教的にも重要視されている。

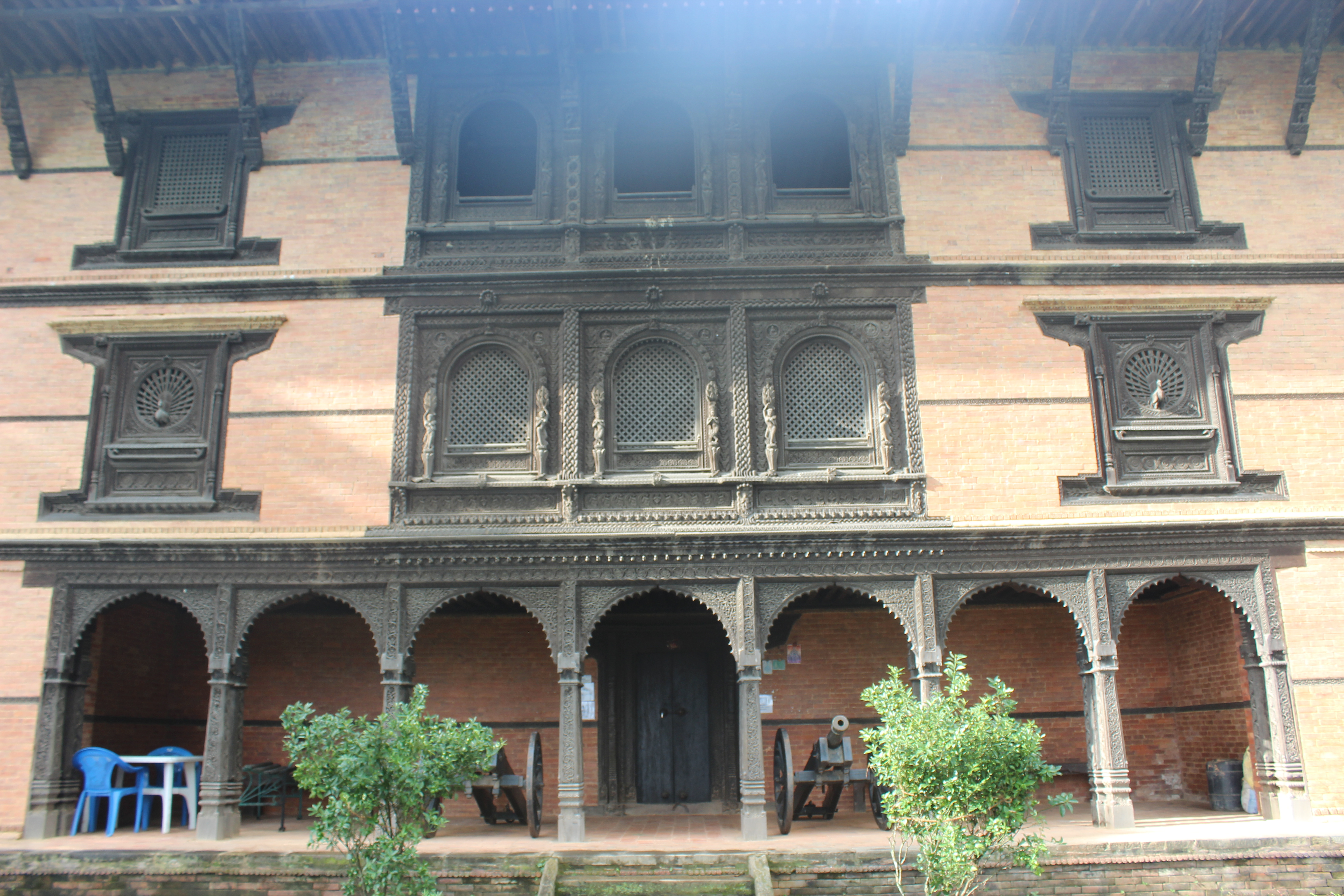
下宮殿

宮殿の西側には、17世紀に建てられたカリカ寺院がある。この寺院には、鳥や動物、神々の木彫りが施されている。皮製のものを外した後、ヒンズー教徒のみが寺院内に入ることができ、そうでない場合はヒンズー教徒でも入ることができない。
宮殿の南西側には、ゴラクカリ女神の寺院がある。
ゴラクナート寺院はゴラクカリ寺院の近くにある。ゴラクナートはヒンドゥー教のヨギで、ナートヒンドゥー運動の有力な創始者であり、またマツェンドラナートの2人の著名な弟子の1人でもある。この場所では、毎年バイサークプルニマ（バイサーク月の満月の日）の日に、ゴーラクナート洞窟でフェアを開催している。また、ゴラクナートがタントラを瞑想した場所として主張されている洞窟もある。

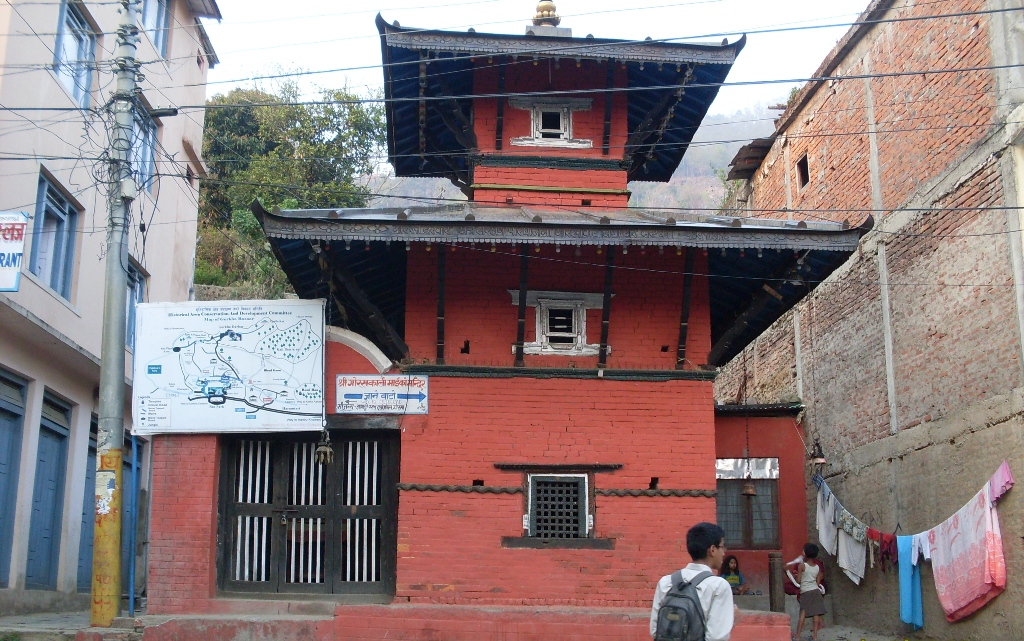
お寺

### 博物館

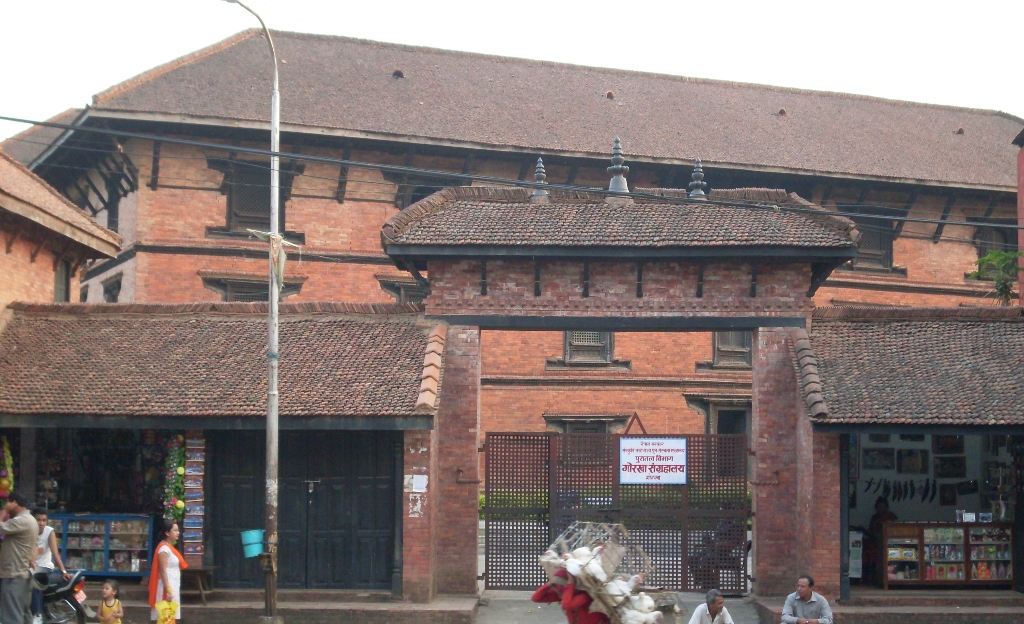
博物館

宮殿の敷地内にある博物館には、武器や絵画、プリトヴィ・ナラヤン・シャーのディヴィヤ・ウパデーシュなど、さまざまなものが展示されている。

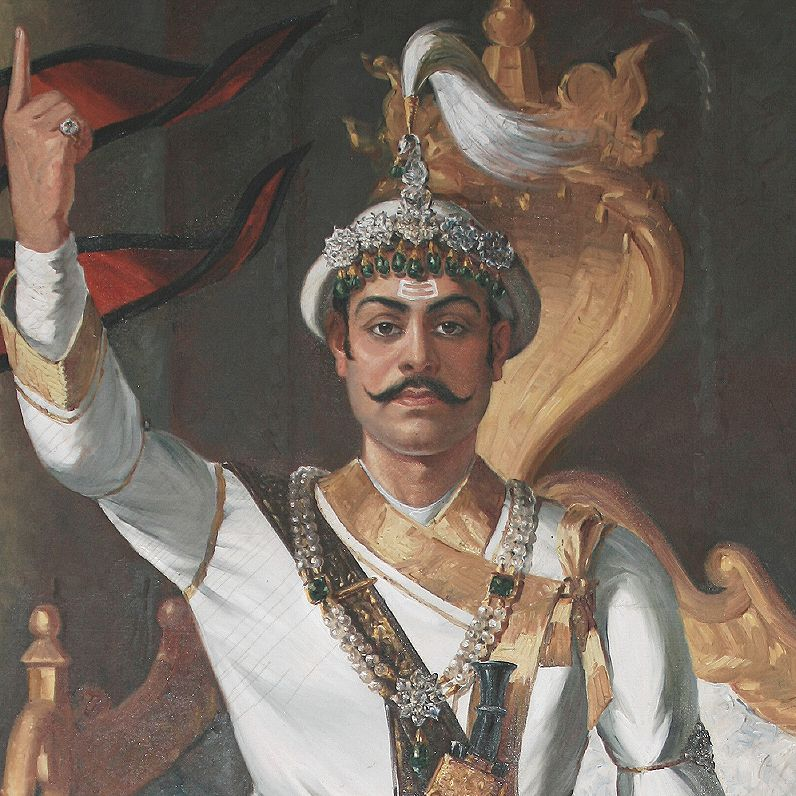
プリトヴィ・ナラヤン・シャー王